# Магомедов, Джамалутдин Махмудович
Джамалутдин Махмудович Магомедов (1908, Куппа, Российская империя — 1982, Москва, СССР) — советский дагестанский государственный, общественно-политический и партийный деятель, дипломат. Председатель Совета Народных Комиссаров Дагестанской АССР (1937—1940).

## Биография
Джамалутдин Магомедов родился 1908 года в селе Куппа. По национальности — даргинец.
В 18 лет вступает в комсомол, через год-два организует в родном селе комсомольскую ячейку и становится её вожаком. Активиста и комсорга Магомедова избирают членом Даргинского окружного комитета ЛКСМ, через год он слушатель Дагестанской совпартшколы в Дербенте, а по её окончании назначается заведующим отделом агитации и пропаганды окружного комитета комсомола, а затем избирается секретарем Даргинского окружкома ВЛКСМ.
С 1930 — член ВКП(б).
В октябре 1930 года его призывают в ряды Рабоче-крестьянской Красной Армии. Служил Магомедов до 1935 года: прошел путь от бойца до политрука полковой школы, дислоцированной в г. Орджоникидзе. Здесь же он избирался секретарем партийной организации. В результате автомобильной катастрофы получил серьезное увечье, лишился одного глаза. По состоянию здоровья был уволен в запас. Возвратившись из армии, становится инструктором Акушинского районного комитета ВКП(б). Меньше чем через год работы инструктором его избирают первым секретарем Акушинской районной парторганизации, а в марте того же года - первым секретарем Коркмаскалинского районного комитета ВКП(б) (ныне Сергокалинский район).
10 сентября 1937 года Д. М. Магомедова утверждают заведующим отделом руководящих партийных органов и избирают членом бюро Дагестанского обкома ВКП(б). А уже через 10 дней бюро обкома, рассмотрев вопрос о председателе Совета Народных Комиссаров Дагестана, рекомендует его на эту должность.
В марте 1940 года по личной просьбе Д. М. Магомедова решением ЦК ВКП(б) он был освобожден от должности Председателя Совета Народных Комиссаров Дагестанской АССР. В этом же году он успешно окончил Всесоюзную Академию Госплана СССР. По возвращении из Москвы в марте 1941 г. Д.М. Магомедов назначается заместителем наркома местной промышленности, а через три месяца наркомом местной промышленности Дагестанской АССР.
В феврале 1942 года решением обкома ВКП(б) Д.М. Магомедов был назначен народным комиссаром земледелия Дагестанской АССР.  В январе 1946 года был направлен на партийную работу в качестве первого секретаря Кайтагского районного ВКП(б).
В 1948 году Д. М. Магомедов повторно утверждается заведующим отделом партийных, профсоюзных, комсомольских органов Дагестанского обкома ВКП(б), где проработал до середины 1950 г. В том же году он снова утверждается министром сельского хозяйства Дагестанской АССР.
В 1952 г. Д. М. Магомедов был избран первым секретарем вновь организованного Избербашского окружкома ВКП(б). В 1953 году его уже в третий раз назначают министром сельского хозяйства, где он проработал до 1954 года.
14 июля 1954 года бюро Дагестанского обкома КПСС утвердило Д. М. Магомедова начальником Управления автомобильного транспорта и шоссейных дорог при Совете министров ДАССР. На этой должности он проработал до ухода на пенсию в 1973 году.
Награждён двумя орденами Ленина, ордена Октябрьской революции, Трудового Красного Знамени, Красной Звезды, Знак почета, многими медалями, Почетными грамотами Президиума Верховного Совета РСФРСР, ДАССР, многочисленными знаками отличия. Указом Президиума Верховного Совета Дагестанской АССР ему присвоено почетное звание «Заслуженный строитель Дагестанской АССР».